# Hipálage
A hipálage é uma figura de linguagem que se caracteriza pelo desajustamento entre a função gramatical e a função lógica das palavras, quanto à semântica, de forma a criar uma transposição de sentidos.
Uma das formas mais frequentes consiste na atribuição, a um substantivo, de uma qualidade (adjetivo) que, em termos lógicos, pertence a outro. 
É um dos recursos estilísticos mais frequentes na obra de Paulo Coelho e Eça de Queirós (como em "Fumar um cigarro pensativo." - claro que quem está pensativo é o fumante, subentendido na frase). 
Outro exemplo vem de Ovídio: Os meus punhos tristes feriram o meu peito nu. É frequente, nesta figura de estilo, que os adjetivos não se apresentem associados aos nomes a que estão ligados gramaticalmente, mas a outros, subentendidos conforme o contexto. 
Esta figura está intimamente ligada à alusão, à metonímia e à sinestesia e foi abundantemente utilizada no Classicismo, no Renascimento, no Barroco, mas também em movimentos historicamente mais recentes (o "Realismo" de Eça de Queirós comprova-o, bem como diversos poemas de representantes do Simbolismo).
Usa-se frequentemente em textos de apreciação crítica.

## Exemplos
- A vaca sonolenta me dava belos sonhos.
- As tias fazendo meias sonolentas.
- Crianças brincando em jardins alegres e verdes.
- Rasguei uma raivosa folha de papel
- Calçar as luvas nas mãos (em vez de calçar as mãos nas luvas)
- Fumei um pensativo cigarro.
- A moça dormia transparente (Chico Buarque)